# Kennedy (Pennsylvania)
Kennedy  è una township degli Stati Uniti d'America, nella contea di Allegheny nello Stato della Pennsylvania. Secondo il censimento del 2000 la popolazione è di 7.504 abitanti.

## Società

### Evoluzione demografica
La composizione etnica vede una prevalenza della razza bianca (98,64%) seguita da quella afroamericana (0,51%), dati del 2000.
| township di Kennedy Popolazione |       |
| 2000                            | 7.504 |
| Stima al 01-07-07               | 9.437 |